# 大河镇 (南部县)
大河镇是中国四川省南充市南部县下辖的一个镇，位于南部县西南部。2019年10月，撤销永庆乡，将其所属行政区域划归大河镇管辖。

## 行政区划
大河镇下辖：
凤凰街社区、龙山村、大坝村、刘家坝村、两河村、中台村、水磨河村、石坝村、白土村、川井村、书垭村、青林村、石垭村、罐垭村、金台村、宁安村和长春村，
永清村、骑凤院村、观音桥村、小井垭村、长峰村、双龙嘴村、邓家河村、田家庵村、永久村、沿河村、长青村和水垭村。